# 德永直
德永直（日语：／ Tokunaga Sunao */?，1899年1月20日—1958年2月15日）是20世纪日本小說家。战前日本无产阶级文学和战后日本民主主义文学的代表人物。

## 生平
1899年生于熊本縣的一个贫农家庭。1922年前往东京，在博文馆印刷所（后来的共同印刷公司）做排字工人。写作短篇小说《马》（后来改写为《最初的记忆》）等。1926年印刷业爆发了全国规模的大罢工。德永直为领导人之一。失败后被解雇。
1929年，他开始在《战旗》杂志连载长篇小说《没有太阳的街》，以自己亲身经历的1926年大罢工为背景而作成，轰动文坛。同年加入日本无产阶级文学同盟。1930年代，在法西斯主义的压迫下，左翼刊物被禁，多人被捕。许多无产阶级作家在此时被迫转向，转而发表内容和风格完全相异的文章。德永直于1934年发表的《冬天枯萎》是他转向的标志。1937年，德永直发表《没有太阳的街》及续篇的绝版声明。之后又创作了《八年制》、《辛勤的一家》、《最初的记忆》等作品。
第二次世界大战结束后，德永直活跃于新日本文学会，培养了众多下一代无产阶级作家。
1955年2月在参加第二次全苏作家代表大会以后，顺道访华。在北京访问了将近一个月的时间后，于3月17日由北京乘飞机往广州。
1958年2月15日因患胃癌不治，在东京都世田谷区的寓所逝世，享年58岁。

## 作品
1948年自传体长篇小说《妻啊！安息吧》，通过对妻子在战时贫病而死的描写，揭露日本军国主义给人民造成的灾难。长篇小说《静静的群山》（1949-1954）根据日本战后历史转折期的特征，着力描写日本民主力量的成长壮大以及工农联合进行的斗争。